# J'ai perdu mon corps
J'ai perdu mon corps (en España, ¿Dónde está mi cuerpo?; en América Latina, Perdí mi cuerpo) es una película francesa de animación digital, dirigida por Jérémy Clapin y basada en la novela Happy Hand de Guillaume Laurant.
Fue estrenada el 17 de mayo de 2019 en el Festival de Cannes y obtuvo el premio de la Semana Internacional de la Crítica. Además ha sido galardonada con un Premio Annie a la mejor película independiente, un Premio de Cristal al mejor largometraje en el Festival Internacional de Cine de Animación de Annecy, y una nominación al Premio Óscar en la categoría de mejor película de animación.

## Sinopsis
En un hospital de París, una mano amputada se escapa del laboratorio para reencontrarse con el cuerpo de Naoufel, la joven persona a quien pertenecía. Cuando era pequeño Naoufel llevaba una vida despreocupada y soñaba con ser pianista o astronauta, pero la muerte de sus padres en un accidente de tráfico le obligó a mudarse con su tío y su primo, quienes viven en los suburbios de París.
Ya convertido en un adulto, Naoufel sobrevive como un repartidor de pizza sin aspiraciones en la vida hasta que conoce a Gabrielle, una chica joven a quien entrega tarde un pedido. Aunque nunca llegan a verse las caras, la conversación que mantienen por el portero electrónico le lleva a querer conocerla mejor. En los siguientes días logra contactar con ella a través del carpintero Gigi, quien pese a tener una enfermedad terminal le acepta como aprendiz. Y si bien Naoufel termina acercándose a Gabrielle, lo hace sin atreverse a desvelar quién es en realidad.
El guion de la película intercala las aventuras de la mano cercenada con la vida de Naoufel, hasta que ambas historias se cruzan en el fatal accidente que desencadena la amputación.

## Historia
J'ai perdu mon corps es el debut como director de cine del animador Jérémy Clapin. Antes de dedicarse al cine había hecho anuncios de televisión y tres cortometrajes animados: Une histoire vertébrale (2006), Skhizein (2009, nominado al Premio César) y Palmipedarium (2012). Este último destacó entre la crítica especializada por el uso del programa de animación Blender para las animaciones digitales.
A raíz de su trabajo en Palmipedarium el productor Marc du Pontavice, fundador del estudio de animación Xilam, contactó con Clapin para hacer un largometraje que estaría basado en la novela Happy Hand de Guillaume Laurant, conocido por haber escrito el guion de Amélie. Clapin asumió la dirección y colaboró con Laurant en la adaptación del guion. 
El estudio presentó la película en el Festival de Cannes 2019 y obtuvo el premio de la Semana Internacional de la Crítica, convirtiéndose en la primera película de animación en lograrlo. Después de este logro, Netflix se hizo con los derechos de distribución mundial excluyendo los mercados de Francia, Benelux, Turquía y China. J'ai perdu mon corps fue estrenada en las salas de Francia el 6 de noviembre de 2019, y a nivel mundial en la plataforma de streaming el 29 de noviembre del mismo año.

## Producción
J'ai perdu mon corps está hecha con animación digital a la que se otorga un aspecto bidimensional.
Toda la animación computarizada se hizo con Blender, un software libre de gráficos 3D que Clapin ya había utilizado en su cortometraje Palmipedarium (2012). Después de hacer las animaciones tridimensionales de los personajes, el estudio les aplicaba un entorno bidimensional con la herramienta Grease Pencil que estaba integrada en Blender, al que posteriormente se añadían detalles. La elección de este sistema facilitaba también las animaciones de la mano cercenada.
El proceso de layout se hizo desde los estudios de Xilam en París; después se reenviaba con instrucciones al estudio externo Gao Shan de Reunión, que pulía el proceso de animación digital, y luego se reenviaba al estudio de Xilam en Lyon para ajustar detalles. Toda la postproducción se hizo desde los estudios centrales de París.

## Reparto
| Personaje | Actor original       | Actor de doblaje | Actor de doblaje |
| --------- | -------------------- | ---------------- | ---------------- |
| Naoufel   | Hakim Faris          | Marcel Navarro   | Dev Patel        |
| Gabrielle | Victoire Du Bois     | Lourdes Fabrés   | Alia Shawkat     |
| Gigi      | Patrick d'Assumçao   | Francesc Belda   | George Wendt     |
| Raouf     | Bellamine Abdelmalek | Alberto Mieza    | Jonny Mars       |

## Lanzamiento
En mayo de 2019, después de su estreno en Cannes, Netflix adquirió los derechos de distribución mundial de la película, excluyendo Francia, Turquía, China y la región del Benelux. Netflix lanzó la película en cines en algunos países durante el 29 de noviembre de 2019, incluso en los Estados Unidos el 15 de noviembre y en el Reino Unido el 22 de noviembre.